# Миловка (Смоленская область)
Миловка — деревня в Хиславичском районе Смоленской области России. Входит в состав Череповского сельского поселения. Население — 17 жителей (2007 год). 
Расположена в юго-западной части области в 12 км к северо-востоку от Хиславичей, в 14 км западнее автодороги А141 Орёл — Витебск, на берегу реки Духовая. В 15 км восточнее деревни расположена железнодорожная станция Васьково на линии Смоленск — Рославль. 

## История
Упомянута в Списке населённых мест Смоленской Губернии от 1859 года, как деревня Любимовка(Миловка). Тогда в деревне было 16 дворов и 154 жителя.
Отмечена на кртах РККА 1924,1926 как деревня Миловка.
В годы Великой Отечественной войны деревня была оккупирована гитлеровскими войсками в июле 1941 года, освобождена в сентябре 1943 года.